# Saison 2021-2022 du Racing Club de Strasbourg Alsace
Maillots
Chronologie
Saison précédente Saison suivante
La saison 2021-2022 du Racing Club de Strasbourg Alsace est la soixante-et-unième saison du club alsacien en championnat de France de Ligue 1, plus haut niveau hiérarchique du football français, depuis sa création en 1932. Elle marque la cinquième saison consécutive en première division depuis la relégation de la saison 2007-2008 et la rétrogradation en cinquième division en 2011 à la suite de la liquidation judiciaire du club en 2011.
L'équipe est dirigée par Julien Stéphan, en poste depuis mai 2021 et remplaçant de Thierry Laurey parti à l'issue de son contrat après cinq années à la tête du club.

## Avant-saison

### Genèse de la saison
La saison précédente s'est soldée par une quinzième place et un maintien obtenu lors de la dernière journée du championnat. Thierry Laurey, en poste depuis mai 2016, dont le contrat arrive à expiration, n'est pas conservé au poste d'entraîneur. Le 28 mai 2021, Julien Stéphan devient l'entraîneur du Racing Club de Strasbourg Alsace en y signant un contrat de trois ans.

### Préparation d'avant-saison
La rentrée des joueurs et du staff est fixée pour le 24 juin 2021. Le RCSA joue un premier match amical le 9 juillet contre le FC Bâle avant d'effectuer un stade d'une semaine à Evian. Durant ce stage, le RCSA participe à son second match amical face aux Young Boys de Berne. Le Racing devait ensuite affronter le Cercle Bruges KSV à Evian, mais un cas positif à la Covid-19 a été détecté au sein de l’effectif belge. Un match amical est toutefois maintenu puisque le club alsacien rencontre le Football Club de Sion. L'avant-saison se poursuit par une rencontre amicale face à l'Eintracht Francfort puis par une double confrontation à la Meinau face au SC Fribourg lors de la journée des supporters. Le bilan des matchs amicaux est de deux victoires, un nul et trois défaites.

## Mouvements de joueurs
Parvenus au terme de leur contrat 26 mai 2021, Ismaël Aaneba, Lionel Carole, Lamine Koné, Kévin Zohi et Idriss Saadi ne sont pas conservés par le club.
Arrivé en prêt au cours de la saison précédente, Frédéric Guilbert retourne à Aston Villa avant d'être à nouveau prêté sans option d'achat au Racing le dernier jour du mercato d'été . Également prêté lors de la saison 2020-2021 par l'AS Monaco, Jean-Eudes Aholou est à nouveau prêté au RCSA avec option d'achat.
Le 31 mai 2021, les joueurs de la Racing Mutest Académie Omar El-Manssouri, Nordine Kandil, Noé Sommer, Marvin Senaya, Alexandre Pierre, Marvin Elimbi, Moussa Suso et Maxime Bastian signent leurs premier contrat professionnel au RCSA, pour une saison, et rejoignent donc l'effectif professionnel du club. Maxime Bastian est prêté pour la saison 2021/2022 au FC Annecy qui évolue alors en National. Marvin Senaya est quant à lui prêté à Sochaux et évoluera en Ligue2. Le 1er juillet 2021, Habib Diarra et Mahamadou Kanouté, formés tous les deux à la Racing Mutest Académie, ont également signé leur premier contrat professionnel. Également issu de la Racing Mutest Académie, Robin Risser signe son premier contrat pro le 24 août 2021.
Le 12 juin 2021, Eiji Kawashima prolonge son contrat de deux années supplémentaires. Le 28 juin 2021, Dimitri Liénard, au club depuis 2013, prolonge également son contrat de deux ans .
Le 2 juillet 2021, Duplexe Tchamba signe à Sønderjyske après deux années passées en prêt au sein du club danois. Le 6 juillet 2021, Stefan Mitrović est transféré au Getafe Club de Fútbol alors qu’il lui restait une saison de contrat avec le Racing. Le 5 août 2021, le Racing annonce les départs d'Adrien Lebeau au SV Waldhof Mannheim et de Moataz Zemzemi à Niort. Le 31 août 2021, le Racing annonce le prêt sans option d'achat de Mehdi Chahiri au SM Caen jusqu'à la fin de la saison.
Le 24 juin 2021, le Racing officialise sa première recrue, Karol Fila, en provenance du Lechia Gdańsk, pour quatre saisons. Le 14 juillet 2021, le Racing continue de se renforcer dans le secteur défensif avec l'arrivée de Lucas Perrin en provenance de Marseille pour un prêt d’un an assorti d’une option d’achat . Le 18 juillet 2021, le RCSA annonce le retour de Kévin Gameiro qui s'est engagé pour 2 ans, 13 ans après son départ du club dans lequel il a commencé sa carrière professionnelle. Libéré par Fulham, le défenseur central Maxime Le Marchand rejoint le Racing pour deux saisons le 26 août 2021. Le Racing recrute à nouveau un défenseur le 30 août 2021 en signant un contrat de 4 ans avec Gerzino Nyamsi en provenance du Stade Rennais.

## Championnat de France de Ligue 1

### Première moitié de saison

#### Un début de championnat compliqué - Journées 1 à 3
Le Racing Club de Strasbourg débute en championnat le 8 août. Il accueille à cette occasion le SCO d'Angers. À la 19e minute, sur un coup franc de Boufal, Fulgini reprend sans contrôle à l'entrée de la surface et trompe Sels. Mais le but est refusé pour un hors jeu d'un joueur angevin au début de l'action. Diallo pense à son tour donner l'avantage à Strasbourg à la 25e minute. Sa frappe enroulée du droit touche le poteau gauche de Bernardoni avant de rentrer. Mais sur la passe de Liénard, il était hors jeu. En seconde période, Angers ouvre le score sur une tête de Traoré. À la 81e, Angers double le score grâce à Bahoken, qui ne célèbre pas son but face à son ancien club
Le RCSA se déplace ensuite au Parc des Princes pour y affronter le PSG. Paris ouvre rapidement le score par l'intermédiaire d'Icardi. À la 26e minute, Mbappé décoche une frappe qui rebondit sur Ajorque et prend Sels à contre-pied. Une minute plus tard, Draxler pousse au fond des filets un centre de Mbappé. Le Racing est alors mené 3-0 à la pause. À la 53e minute, Gameiro reprend un centre de la tête pour réduire l'écart. À la 65e minute, c'est au tour d'Ajorque de placer une tête décroisée pour redonner espoir au Racing. Mais à la 82e minute, Dkiju écope d'un second carton jaune synonyme d'expulsion. Le Racing craque et à la 86e minute, Sarabia est à la conclusion d'une action menée par Mbappé. Le Racing s'incline 4-2 et se retrouve lanterne rouge après deux journées.
Affrontant l'ESTAC lors de la 3ème journée, les deux équipes se quittent sur le score nul de 1-1, Strasbourg ayant étouffé l'équipe adverse en seconde mi-temps. Touzghar ouvre la marque pour Troyes dès la 19e minute. Sissoko pense égaliser à la 55e minute mais le but est refusé pour un hors-jeu d'Ajorque. Thomasson parvient finalement à égaliser à la 77e minute. Le Racing marque son 1er point de la saison mais reste dernier du championnat.

### Classement
| Rang | Équipe               | Pts | J  | G  | N  | P  | Bp | Bc | Diff | Qualification ou relégation                                   |
| ---- | -------------------- | --- | -- | -- | -- | -- | -- | -- | ---- | ------------------------------------------------------------- |
| 4    | Stade rennais FC     | 66  | 38 | 20 | 6  | 12 | 82 | 40 | +42  | Qualification pour la phase de groupes de la Ligue Europa     |
| 5    | OGC Nice             | 66  | 38 | 20 | 7  | 11 | 52 | 35 | +17  | Qualification pour les barrages de la Ligue Europa Conférence |
| 6    | RC Strasbourg Alsace | 63  | 38 | 17 | 12 | 9  | 60 | 43 | +17  |                                                               |
| 7    | RC Lens              | 62  | 38 | 17 | 11 | 10 | 62 | 48 | +14  |                                                               |
| 8    | Olympique lyonnais   | 61  | 38 | 17 | 11 | 10 | 66 | 51 | +15  |                                                               |

1. ↑  Retrait de 1 point.
2. ↑  Retrait de 1 point.

## Matchs officiels de la saison
Le tableau ci-dessous retrace dans l'ordre chronologique les rencontres officielles disputées par le Racing Club de Strasbourg Alsace durant la saison. Les buteurs sont accompagnés d'une indication sur la minute de jeu où est marqué le but et, pour certaines réalisations, sur sa nature (penalty ou contre son camp).
| Compétition     | MJ | V  | N  | D  | Bp | Bc | Diff |
| --------------- | -- | -- | -- | -- | -- | -- | ---- |
| Ligue 1         | 38 | 17 | 12 | 9  | 60 | 43 | +17  |
| Coupe de France | 2  | 1  | 0  | 1  | 1  | 1  | 0    |
| Total           | 40 | 18 | 12 | 10 | 61 | 44 | +17  |

## Joueurs et encadrement technique

### Effectif professionnel
En grisé, les sélections de joueurs internationaux chez les jeunes mais n'ayant jamais été appelés aux échelons supérieurs une fois l'âge limite dépassé.

### Joueurs en sélection nationale
Matz Sels participe avec la Belgique à l'Euro 2020, préalablement programmé du 12 juin au 12 juillet 2020, mais reporté d'un an en raison de la pandémie de Covid-19, du 11 juin au 11 juillet 2021. Il ne prend part à aucun match pendant la compétition.
Le 12 juillet 2021, Anthony Caci est retenu par le sélectionneur Sylvain Ripoll pour disputer les Jeux Olympiques de Tokyo. Il prend part aux trois rencontres de la compétition. Avec une victoire pour deux défaites, la France est éliminée dès le premier tour.
Le 12 août 2021, Tom Saettel et Ilias Bounassir figurent dans la liste de l’Équipe de France U17 du sélectionneur José Alcocer dans le cadre du tournoi de Montaigu. Tom Saettel est titulaire lors du premier match face à l'Espagne le 18 août 2021 et délivre une passe décisive pour Désiré Doué. Il est remplacé à la 75e minute. Ilias Bounassir rentre à la 75e minute à la place de Valentin Atangana Edoa. Les français perdent ce match 2-1. Lors du second match face à l'Espagne le 21 août 2021, Ilias Bounassir commence la rencontre avant d'être remplacé par Alexis Kabamba à la 46e minute. Tom Saettel commence sur le banc puis entre à la 36e minute en remplacement de Kelian Hamadi. La France perd 6-0.
Le 17 août 2021, Laurine Hannequin et Megane Hoeltzel ont été sélectionnées en équipe de France U19 par la sélectionneuse nationale Sandrine Ringler dans la liste des 30 joueuses qui prendront part au stage de reprise du 23 au 26 août au CNF Clairefontaine.

## Aspects socio-économiques

### Affluences
Affluence du RC Strasbourg Alsace à domicile

## Autres équipes

### Équipe réserve
L'équipe réserve du Racing Club de Strasbourg Alsace est également appelée "Le groupe élite". Pour la saison 2021-2022, l'équipe évoluera dans le groupe Grand-Est de National 3. Après cinq saisons passées sur le banc, François Keller quitte son poste d'entraîneur de la réserve et est remplacé par Guillaume Lacour, qui s'occupait auparavant des U19.
L'équipe réserve participe à cinq matchs de préparation dont trois contre des équipes qu'ils affronteront ensuite en championnat : Colmar, Biesheim et Sarre-Union. Le bilan est de trois victoires, un match nul et une défaite.

### Équipe féminine
Après une saison 2020-2021 stoppée en raison de l'épidémie de Covid-19 en France, l'équipe féminine du Racing Club de Strasbourg Alsace est à nouveau engagée en Division 2 pour la saison 2021-2022. L'équipe est entrainée par Vincent Nogueira, en poste depuis le 13 mai 2020.

#### Préparation d'avant-saison
Les Strasbourgeoises ont repris le chemin de l’entraînement le 21 juillet 2021. Le Racing dispute sept rencontres amicales en préparation du championnat qui commence le week-end du 5 septembre 2021.

#### Matchs officiels de la saison
Placées dans le Groupe A de D2 Féminine, les strasbourgeoises commencent la saison par une victoire 2-1 sur la pelouse de Saint-Malo. Lors de la seconde journée, pour leur premier match à domicile, l'équipe féminine concède le nul 1-1 face au FC Nantes.
| Compétition     | MJ | V | N | D | Bp | Bc | Diff |
| --------------- | -- | - | - | - | -- | -- | ---- |
| Division 2      | 2  | 1 | 1 | 0 | 3  | 2  | +1   |
| Coupe de France | 0  | 0 | 0 | 0 | 0  | 0  | 0    |
| Total           | 2  | 1 | 1 | 0 | 3  | 2  | +1   |